# 伊 (姓)
伊（い）は、漢姓の一つ。

## 中国の姓
2020年の中華人民共和国の統計では人数順の上位100姓に入っておらず、台湾の2018年の統計では266番目に多い姓で、854人がいる。

### 著名な人物
- 伊尹：商の宰相。
- 伊陟：商の宰相。伊尹の子。
- 伊籍：三国時代の蜀の官僚。
- 伊馛：北魏の軍人。
- 伊雷（中国語版）：香港の俳優。
- 伊林 (物理学者)（中国語版）：台湾の物理学者、中央研究院院士。

## 朝鮮の姓
伊（い、イ、朝: 이）は、朝鮮人の姓の一つである。

### 氏族
本来は中国からの帰化氏族である。
| 氏族（地域） | 創始者 | 割合 (%) （2000年） |
| ------------ | ------ | ------------------- |
| 太原伊氏     | 伊丹取 |                     |
| 銀川伊氏     |        |                     |

2015年の韓国の調査によると、慶州伊氏は5人、残りの18人の本貫は不明。

### 人口と割合
1930年国勢調査当時北朝鮮にのみ8世帯があった。 
| 年度   | 人口  | 世帯数 | 順位         | 割合 |
| ------ | ----- | ------ | ------------ | ---- |
| 1930年 |       | 8世帯  |              |      |
| 1960年 | 142人 |        | 258姓中184位 |      |
| 1985年 | 249人 |        | 274姓中200位 |      |
| 2000年 |       |        |              |      |
| 2015年 | 23人  |        |              |      |